# Küllike Jürimäeová
Küllike Jürimäeová (* 1962) je estonská právnička a soudkyně Soudního dvora Evropské unie.

## Mládí a vzdělání
V roce 1981 se Jürimäeová zapsala na právnickou školu na Tartuské univerzitě, kde promovala v roce 1986.

## Kariéra
Po ukončení univerzity vstoupila Jürimäeová do veřejné správy. V letech 1986 až 1991 byla asistentkou státního zástupce v Tallinnu. Od roku 1991 navázala na studium na estonské diplomatické škole, odkud získala diplom v roce 1992. Kromě toho byla od roku 1991 právní poradkyní a generální poradkyní od roku 1992, a to jak v obchodní, tak průmyslové estonské komoře. V roce 1993 se stala soudkyní odvolacího soudu v Talinnu. Funkci zastávala do roku 2004. V letech 2002 až 2003 navázala na studium na Padovské a Nottinghamské univerzitě a promovala s evropským magisterským titulem v oblasti demokratizace a lidských práv.
Dne 12. května 2004 se stala soudkyní Tribunálu Evropské unie. Dne 23. října 2013 odstoupila. Dne 1. dubna 2015 byla jedním ze šesti nově jmenovaných soudců Evropského soudního dvora v Lucemburku na šestileté funkční období začínající 7. října 2015. V roce 2021 byla znovu jmenována na další funkční období do roku 2027.